# جينين هينيس بلاسخارت
جينين أنطوانيت هينيس بلاسخارت ( 7 أبريل/نيسان 1973 - ) سياسية ودبلوماسية هولندية، وممثلة خاصة للأمين العام لبعثة الأمم المتحدة لمساعدة العراق منذ 17 كانون الأول/ديسمبر 2018 حتى سنة 2024، وهي عضوة في حزب الشعب من أجل الحرية والديمقراطية.
جينين مهنتها الأساسية موظفة مدنية، انتُخبت عضوة في البرلمان الأوربي، لحزب تحالف الليبراليون والديمقراطيون من أجل أوربا (ALDE) بعد انتخابات البرلمان الأوربي لعام 2004 في 20 تموز/يوليو 2004؛ وانتخبت مرة ثانية بعد انتخابات البرلمان الأوربي لعام 2009 . وانتخبت عضوة في مجلس النواب بعد الانتخابات العامة لعام 2010 فاستقالت من عضوية البرلمان الأوربي في نفس اليوم الذي تولت فيه منصب عضو مجلس النواب في 17 حزيران/يونيو 2010.
بعد انتخابات عام 2012 وبعد تشكيل الحكومة، شُكّلت حكومةُ روتا الثانية مع جينين بلاسخارت لتصبح وزيرة للدفاع . استقالت من عضويتها في مجلس النواب في 5 تشرين الثاني/نوفمبر 2012، وهو نفس اليوم الذي تولت فيه منصب وزيرة الدفاع .  وظلت وزيرة للدفاع حتى استقالتها في 4 تشرين الأول/ أكتوبر 2017. ثم عادت عضوة لمجلس النواب بعد انتخابات عام 2017، وعملت من 23 آذار/مارس 2017 حتى 13 أيلول/سبتمبر 2018.

## النشأة والتعلّم
ولدت جينين أنطوانيت بلاسخارت في مدينة هيرلين بهولندا. وتابعت تعلّمها الثانوي في كلية سانت أنتوني في جودة ودرست في أكاديمية السكرتارية الأوروبية في أوتريخت .

## الحياة السياسية

### عضوية البرلمان الأوروبي 2004-2010
في عام 2004، اُنتخبت جينين بلاسخارت لعضوية البرلمان الأوربي عن حزب حزب الليبراليين الديمقراطيين والإصلاحيين الأوربيين فحصلت على 44 ألف صوت. وفي البرلمان الأوروبي ، كانت جينين بلاسخارت عضوة في لجنة النقل والسياحة وبديلة عن لجنة الحريات المدنية والعدل والشؤون الداخلية . وكذلك صارت عضوة في الوفد إلى اللجنة البرلمانية المشتركة بين الاتحاد الأوروبي ورومانيا وبديلة عن الوفد إلى اللجنة البرلمانية المشتركة بين الاتحاد الأوروبي وتركيا.

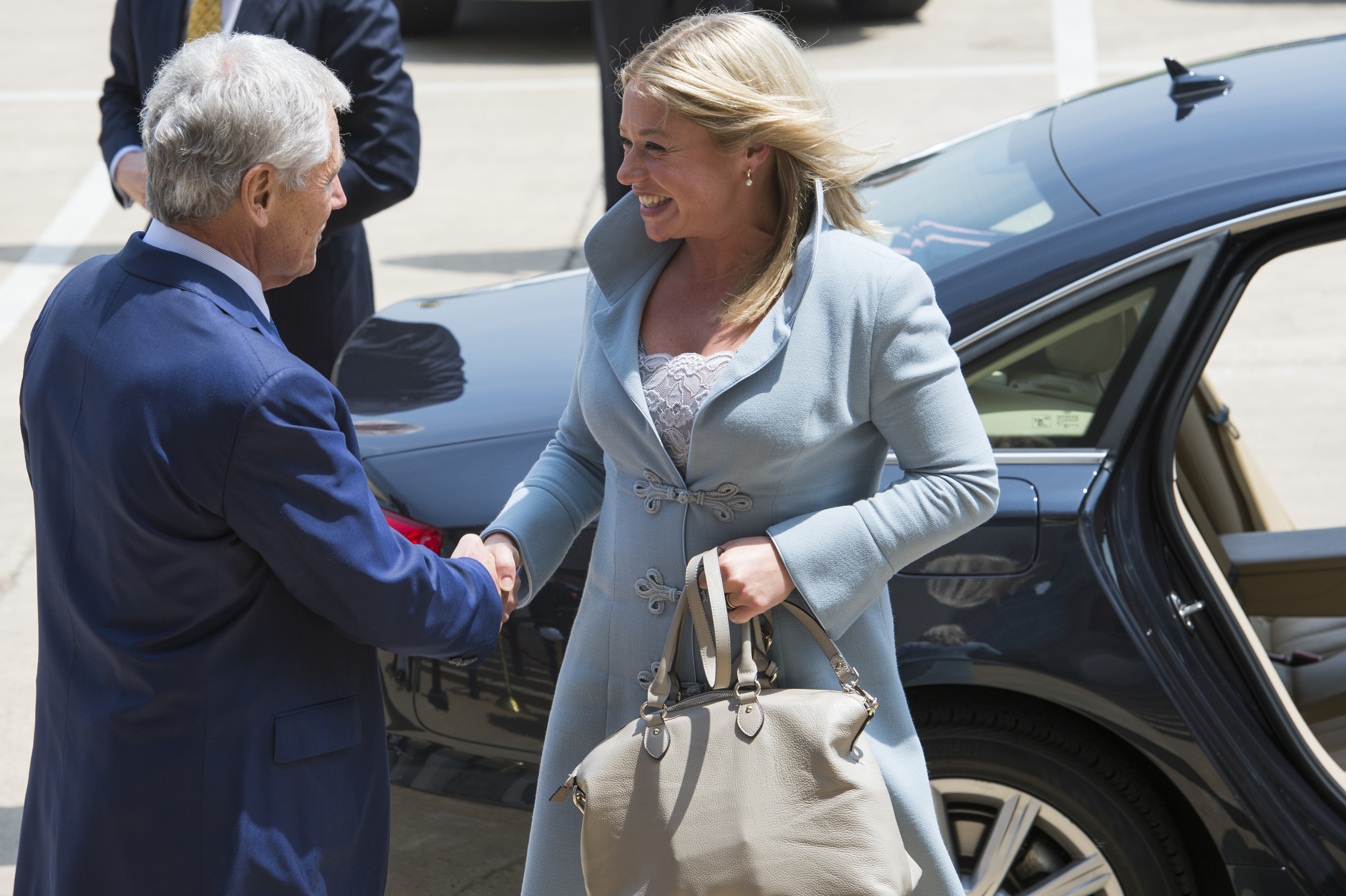
جينين هينيس بلاسخارت مع وزير دفاع الولايات المتحدة تشاك هاجل في 22 أيار/مايو 2013.

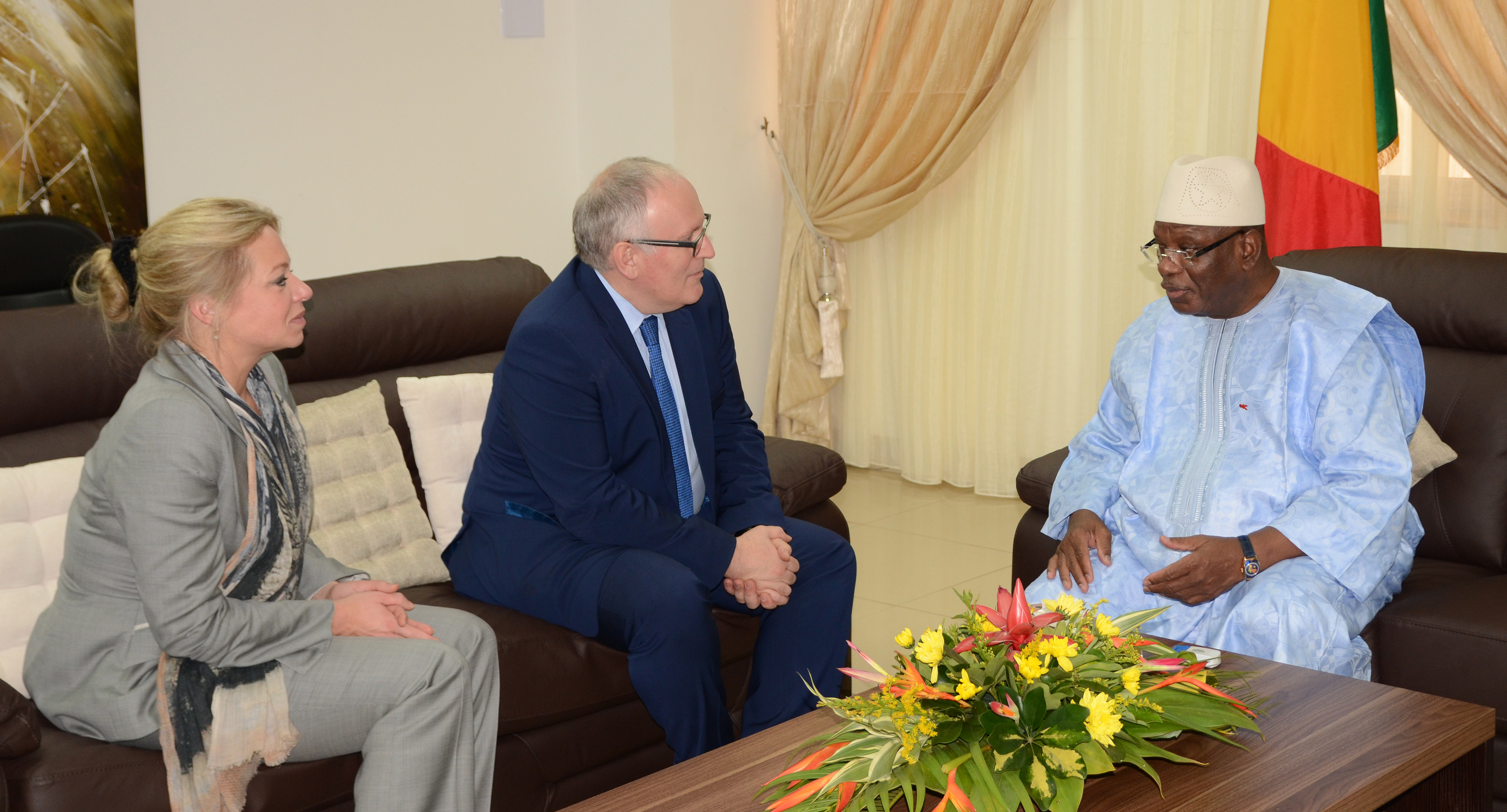
جينين فوَزير الخارجية فرانس تيمرمانز مع رئيس مالي إبراهيم بوبكر كيتا في 28 تشرين الثاني/نوفمبر 2013.

في أيار/مايو 2005 ، قدمت جينين تقريرًا إلى البرلمان الأوربي في شأن سلامة المطارات . وقالت إن أنظمة السلامة ضد الهجمات الإرهابية يجب أن تنطبق فقط على المطارات وليس على المناطق المجاورة. وفوق ذلك ، يجب ألا تؤدي التكاليف وأنظمة السلامة إلى تشويه المنافسة الحرة. وفي شباط (فبراير) 2006، طرحت أسئلة تتعلق بمدونة قواعد السلوك لوسائل الإعلام التي وضعتها المفوضية الأوربية بعد الجدل في الرسوم الكاريكاتورية للنبي محمد في جيلاندس بوستن . وفي آذار/مارس 2006 أرادت دخول بيلاروسيا لمراقبة الانتخابات الرئاسية مراقبة مستقلة. فمُنعت من الدخول.
في شباط/فبراير 2010، كانت جينين مقررة لجنة متعلقة بالاتفاقية الأمريكية الأوربية فقادت تصويت البرلمان الأوربي لوقف تلك الاتفاقية المراد منها منح السلطات الأمريكية الوصول إلى البيانات المصرفية للمواطنين الأوربيين في جمعية الاتصالات المالية العالمية بين البنوك.

### مهنتها في السياسة المحلية
وُضعت جينين في المركز الرابع في قائمة حزبها للانتخابات العامة الهولندية لعام 2010 وأصبحت عضوة في مجلس النواب الهولندي. ركزت في مسائل السلامة العامة، والشرطة الهولندية، والمساواة في المعاملة ، وحقوق المثليين ، وإدارة الطوارئ. وكانت الرابعة في قائمة حزب الشعب من أجل الحرية والديمقراطية خلال الانتخابات العامة الهولندية لعام 2012 فأعيد انتخابها. وبعد تشكيل الحكومة التالية، أصبحت وزيرة الدفاع المفترضة لحكومة روتي الثانية. وفي تشرين الأول/أكتوبر 2015، حصلت على لقب المرأة الأكثر نفوذاً في هولندا.
بقيادة جينين، التزمت هولندا في عام 2013 بشراء 37 طائرة مقاتلة من طراز لوكهيد مارتن إف-35 لايتنيغ الثانية مقابل 4.5 مليار يورو لتحل محل أسطولها القديم من جنرال دايناميكس إف-16 فايتينغ فالكون.
منذ عام 2014، أشرفت جينين بلاسخارت على المهمة الهولندية المكونة من ست طائرات مقاتلة من طراز إف 16 نفذت غارات جوية على أهداف لتنظيم الدولة الإسلامية في العراق، وفي 29 كانون الثاني (يناير) 2016، توسّعت الغارات الجوية إلى سوريا.  وبين شهر تشرين الأول سنة 2014 وسنة 2018 نفذت هولدنا 2100 غارة على العراق في تحالفها المناهض لتنظيم الدولة داعش، وفي سنة 2019 قالت وزيرة الدفاع الهولندية آنا بيليفيلد شوتن إن غارة في الحويجة "نفذتها طائرة مقاتلة هولندية من طراز أف 16، شاركت في عمليات مكافحة الإرهاب ضمن عمليات التحالف الدولي بقيادة الولايات المتحدة ليلة الثاني من يونيو 2015، أسفر عن مقتل نحو 70 ضحية، بينهم مدنيون ومقاتلي داعش"، فكان قول الوزيرة آنا شوتن مؤكداً "خطأ معلومات أدلت بها وزيرة الدفاع السابقة جينين هينس عندما أخبرت البرلمان بعد وقت قصير من هذه الغارة عدم مقتل مدنيين فيها"، وذكرت وزارة العدل الهولندية أن ضربة جوية استهدفت مدينة الموصل العراقية في 20 أيلول/سبتمبر 2015 قُتلَ فيها أربعة مدنيين.
وفي الانتخابات الوطنية لعام 2017 ، احتلت جينين المرتبة الثانية على قائمة مرشحي حزب الشعب من أجل الحرية والديمقراطية. ثم بعد ذلك في تلك السنة نفسها، نشر مجلس السلامة الهولندي تقريرًا ملفتاً الانتباه لإخفاقات خطيرة في وزارة الدفاع فيما يتعلق بحادث تدريب مدفعي في مالي قُتلَ من جرّائه جنديان هولنديان من قوات حفظ السلام وأُصيب ثالث. وفي أعقاب التقرير، أمرت جينين بفحص إضافي للذخيرة والرعاية الطبية للقوات ذات الواجبات الهامة.  وبدأت أيضًا تقليص المساهمة الهولندية في بعثة الأمم المتحدة المتكاملة المتعددة الأبعاد لتحقيق الاستقرار في مالي، التي كانت قد زودتها في البداية بطائرات هليكوبتر من طراز بوينج إيه اتش 64 أباتشي في عام 2013.  وفي مواجهة الانتقادات المستمرة، أعلنت في النهاية استقالتها بعد مناقشة في مجلس النواب في 3 تشرين الأول/أكتوبر سنة 2017،  وسلمت استقالتها بعد يوم. وتزامنت استقالتها مع دخولها مفاوضات تشكيل حكومة ائتلافية ثالثة جديدة برئاسة الوزير مارك روته مرحلتها النهائية.

## مهنتها في الأمم المتحدة

جينين مع رئيس العراق السابق برهم صالح في تشرين الثاني سنة 2019 بعد بدء تظاهرات تشرين العراقية إذ كان على جينين نقد من الحكومة ومن المتظاهرين.

في آب/ أغسطس 2018 ، عيّنَ الأمينُ العام للأمم المتحدة أنطونيو غوتيريس جينين بلاسخارت ممثلة خاصة له في العراق ورئيسة بعثة الأمم المتحدة لمساعدة العراق (يونامي)، وتسلمت منصبها في 17 كانون الأول/ديسمبر 2018، وبذلك خلَفت يان كوبيش..

### نشاطاتها بالعراق
في كانون الأول/ديسمبر 2019 ، دعت جينين بلاسخارت إلى تجديد الجهود لاستعادة التوازن المدني وحماية حرية التعبير.
وفي بيان مشترك مع بعثة الأمم المتحدة لمساعدة العراق، أدانت جينين بشدة مقتل ناشطين في أغسطس/ آب وهجمات ضد آخرين في مدينة البصرة الجنوبية. وحثت على زيادة الجهود لتقديم الجناة إلى العدالة. 
وفي 28 كانون الثاني (يناير) 2021، زارت المفوضية العليا المستقلة للانتخابات في بغداد. وفي 31 كانون الثاني (يناير) 2021 التقت بعلي أكبر ولايتي في طهران، حيث ناقشت الانتخابات البرلمانية العراقية المقبلة. 

## نشاطات أخرى
- لجنة عبر الأطلسي حول نزاهة الانتخابات (TCEI) ، عضوة (منذ 2018) [24]
- المنتدى الاقتصادي العالمي، عضوة مجموعة السياسة الأوربية (منذ عام 2017) [25]
- المنتدى الاقتصادي العالمي، عضوة مجلس المستقبل العالمي حول مستقبل الأمن الدولي.[26]

## الحياة الشخصية
هي متزوجة من الاقتصادي إريك جان هينيس منذ 27 أيلول/سبتمبر 2003 ولديها ربيب. يسكنون في نديرهورست دن بيرغ .

## روابط خارجية
رسمي
- باللغة الهولندية (Jeanine) Hennis-Plasschaert Parlement & Politiek

| المناصب السياسية    | المناصب السياسية | المناصب السياسية |
| ------------------- | ---------------- | ---------------- |
| سبقه                | '                | تبعه             |
| المناصب الدبلوماسية |                  |                  |
| سبقه                | '                | الحالي           |

قالب:Members of the House of Representatives of the Netherlands, 2017–presentقالب:Members of the House of Representatives of the Netherlands, 2012–presentقالب:Members of the House of Representatives of the Netherlands, 2010–2012قالب:European Parliament MEPs, 2009-2014 (Netherlands) by party